# Tarciso Flecha Negra
José Tarciso de Sousa, mais conhecido como Tarciso Flecha Negra (São Geraldo, 15 de setembro de 1951 — Porto Alegre, 5 de dezembro de 2018), foi um futebolista e político brasileiro, conhecido especialmente pela carreira construída no Grêmio, onde é recordista de partidas e gols marcados.

## Carreira futebolística
Nascido em Minas Gerais, Tarciso iniciou a carreira como atacante no America, e, após destacar-se, transferiu-se em 1973 para o Grêmio. No clube gaúcho, enfrentou a hegemonia do Internacional nos campeonatos regionais até 1977, quando o próprio Grêmio a quebrou. Fez parte do elenco vitorioso da equipe na década de 1980, onde foi Campeão Brasileiro de 1981, da Copa Libertadores de 1983 e da Copa Intercontinental 1983.
É reconhecido como o jogador que mais atuou com a camiseta do clube, por 726 vezes, entre 1973 e 1986. Também é o segundo jogador que mais marcou com a camisa tricolor, tendo feito 222 gols no mesmo período.
Com a ascensão de Renato Portaluppi, que começou a destacar-se no ano de 1982, perdeu a titularidade da ponta direita, sendo vendido em seguida ao Goiás. Ganhou títulos também no Goiás e no Cerro Porteño.
Em 2023, Grêmio lança o novo mascote, chamado Flecha Negra, para homenagear Tarciso.

## Carreira política
Foi empresário e político em Porto Alegre, mantendo uma escolinha de futebol desde a década de 1990 (chamada Gauchito), e trabalhou com projetos comunitários ensinando futebol às crianças carentes.
Após tentar eleger-se vereador de Porto Alegre nas eleições de 2004, pelo PDT, sem sucesso, foi eleito em 2008, reeleito em 2012 e 2016, adotando seu nome político de Tarciso Flecha Negra. Posteriormente, filiou-se ao PSD.

## Morte
Morreu em 5 de Dezembro de 2018, em decorrência de um tumor ósseo. Estava internado no Hospital São Lucas da PUCRS, em Porto Alegre.
Em decorrência do falecimento, prefeito de Porto Alegre, Nelson Marchezan Jr. decretou luto oficial de três dias na cidade.

## Títulos
Grêmio
- Campeonato Gaúcho: 1977, 1979 e 1980
- Campeonato Brasileiro: 1981
- Copa Libertadores da América: 1983
- Copa Intercontinental: 1983

Goiás
- Campeonato Goiano: 1986

Cerro Porteño
- Campeonato Paraguaio: 1987

### Recordes e Marcas
- Maior Artilheiro do Grêmio no Campeonato Brasileiro: 78 Gols [6]
- Jogador com mais jogos no Grêmio: [7]
- Segundo Maior Artilheiro do Grêmio: 228 Gols [8]

### Prêmios individuais
- Bola de Prata da Revista Placar: 1977 e 1978